# Arthur Legat
Arthur Legat (* 1. November 1898 in Haine-Saint-Paul; † 23. Februar 1960 ebenda) war ein belgischer Autorennfahrer.

## Karriere
Selten war ein Rennfahrer mit einer Rennstrecke so eng verbunden wie der Belgier Arthur Legat mit der Bahn in Chimay. Sein erstes Rennen in Chimay bestritt Legat 1926 und dreißig Jahre später war er dort noch immer am Start. Der gefährliche Straßenkurs nahe der französischen Grenze war ein magischer Anziehungspunkt für Amateurrennfahrer. Legat gewann den auf dem Circuit de Chimay ausgefahrenen Grand Prix des Frontières zweimal, 1931 und 1932 am Steuer eines Bugatti Type 37. Insgesamt war er 25-mal bei diesem Rennen am Start.
Nach dem Zweiten Weltkrieg erwarb Legat einen Veritas Meteor, mit dem er auch bei den Grand Prix von Belgien 1952 und 1953 am Start war. 1952 wurde er mit dem zu großen Rückstand von fünf Runden nicht klassiert, 1953 schied er nach einem Defekt an der Kraftübertragung aus.

## Statistik

### Statistik in der Automobil-Weltmeisterschaft

#### Gesamtübersicht
| Saison | Team         | Chassis        | Motor          | Rennen | Siege | Zweiter | Dritter | Poles | schn. Rennrunden | Punkte | WM-Pos. |
| ------ | ------------ | -------------- | -------------- | ------ | ----- | ------- | ------- | ----- | ---------------- | ------ | ------- |
| 1952   | Arthur Legat | Veritas Meteor | Veritas 2.0 L6 | 1      | −     | −       | −       | −     | −                | −      | NC      |
| 1953   | Arthur Legat | Veritas Meteor | Veritas 2.0 L6 | 1      | −     | −       | −       | −     | −                | −      | NC      |
| Gesamt | Gesamt       | Gesamt         | Gesamt         | 2      | −     | −       | −       | −     | −                | −      |         |

#### Einzelergebnisse
| Saison | 1 | 2  | 3   | 4 | 5 | 6 | 7 | 8 | 9 |
| ------ | - | -- | --- | - | - | - | - | - | - |
| 1952   |   |    |     |   |   |   |   |   |   |
|        |   | NC |     |   |   |   |   |   |   |
| 1953   |   |    |     |   |   |   |   |   |   |
|        |   |    | DNF |   |   |   |   |   |   |

| Legende  | Legende            | Legende                                                          |
| Farbe    | Abkürzung          | Bedeutung                                                        |
| -------- | ------------------ | ---------------------------------------------------------------- |
| Gold     | –                  | Sieg                                                             |
| Silber   | –                  | 2. Platz                                                         |
| Bronze   | –                  | 3. Platz                                                         |
| Grün     | –                  | Platzierung in den Punkten                                       |
| Blau     | –                  | Klassifiziert außerhalb der Punkteränge                          |
| Violett  | DNF                | Rennen nicht beendet (did not finish)                            |
| Violett  | NC                 | nicht klassifiziert (not classified)                             |
| Rot      | DNQ                | nicht qualifiziert (did not qualify)                             |
| Rot      | DNPQ               | in Vorqualifikation gescheitert (did not pre-qualify)            |
| Schwarz  | DSQ                | disqualifiziert (disqualified)                                   |
| Weiß     | DNS                | nicht am Start (did not start)                                   |
| Weiß     | WD                 | zurückgezogen (withdrawn)                                        |
| Hellblau | PO                 | nur am Training teilgenommen (practiced only)                    |
| Hellblau | TD                 | Freitags-Testfahrer (test driver)                                |
| ohne     | DNP                | nicht am Training teilgenommen (did not practice)                |
| ohne     | INJ                | verletzt oder krank (injured)                                    |
| ohne     | EX                 | ausgeschlossen (excluded)                                        |
| ohne     | DNA                | nicht erschienen (did not arrive)                                |
| ohne     | C                  | Rennen abgesagt (cancelled)                                      |
| ohne     | keine WM-Teilnahme |                                                                  |
| sonstige | P/fett             | Pole-Position                                                    |
| sonstige | 1/2/3/4/5/6/7/8    | Punktplatzierung im Sprint-/Qualifikationsrennen                 |
| sonstige | SR/kursiv          | Schnellste Rennrunde                                             |
| sonstige | *                  | nicht im Ziel, aufgrund der zurückgelegten Distanz aber gewertet |
| sonstige | ()                 | Streichresultate                                                 |
| sonstige | unterstrichen      | Führender in der Gesamtwertung                                   |